# US Dax-Stade montois en rugby à XV
Cette page retrace l'historique des confrontations entre les clubs français de rugby à XV de l'US Dax et du Stade montois, ainsi qu'une liste non exhaustive de chacune de ces rencontres.

## Contexte

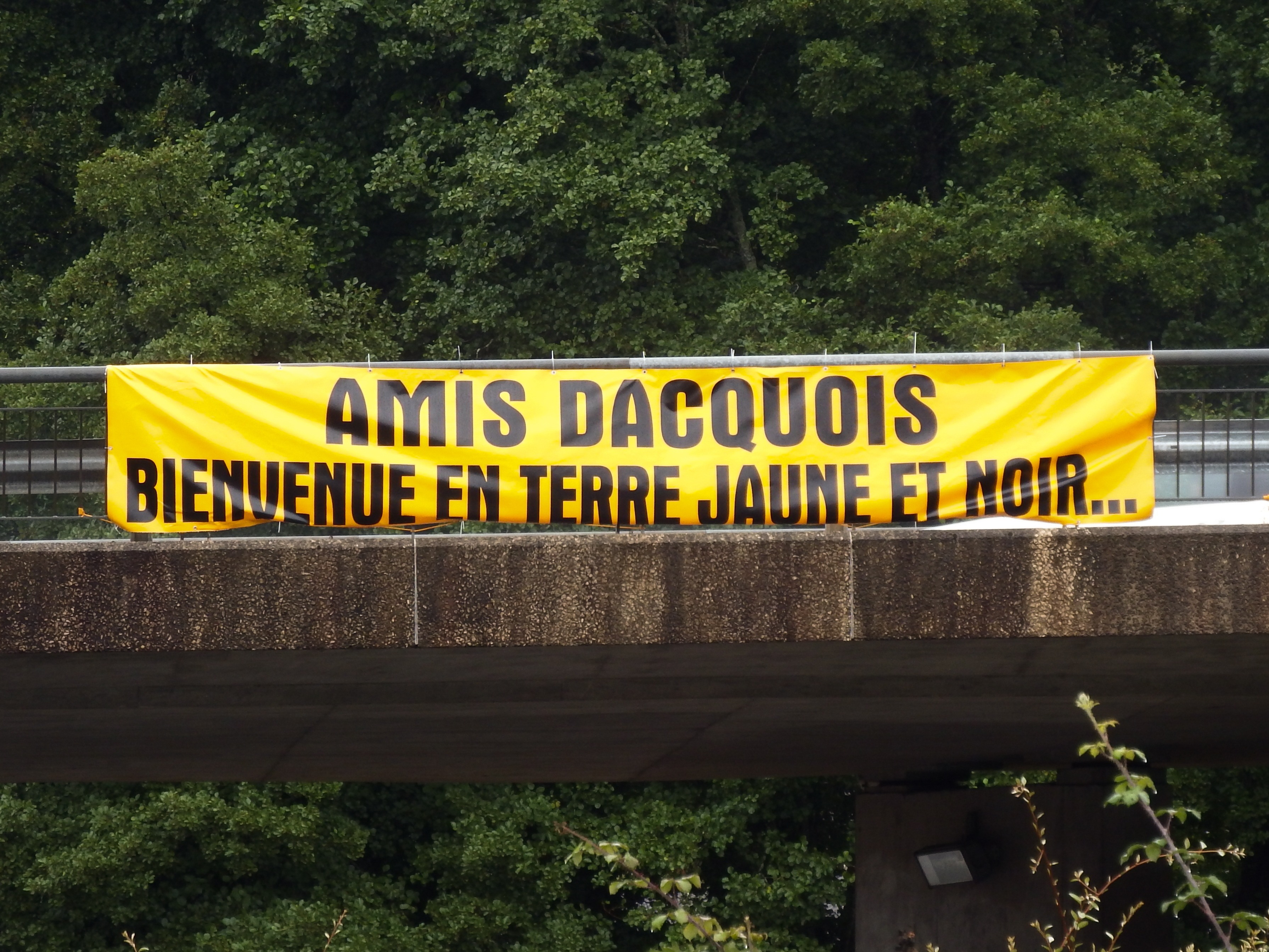
Banderole installée dans le cadre du match du 2 9 2016, vers la sortie Mont-de-Marsan de la route départementale 824.

L'histoire des confrontations entre les équipes de rugby à XV de l'Union sportive dacquoise et le Stade montois est la définition imagée d'un derby car les deux clubs sont rivaux et géographiquement proches. Elles opposent les équipes représentatives des sous-préfecture et préfecture du département des Landes, respectivement Dax et Mont-de-Marsan.
Ainsi, alors que la rivalité se transposait déjà au travers des associations sportives de cyclisme et de pelote basque à la fin du XIXe siècle, elle prend forme après la formation du Stade montois – en octobre 1908, quelques années après celle de l'Union sportive dacquoise – sur les terrains de rugby. Une rencontre amicale est notamment recensée dès le 14 février 1909, au stade de l'Argenté.
Les deux communes sont reliées par l'ancienne route nationale 124, depuis reclassée en tant que route départementale 824. À cette occasion, dans le cadre d'une rencontre opposant les deux équipes, les supporteurs pour habitude d'installer des banderoles humoristiques sur les ponts situés sur la 2x2 voies reliant les deux communes à l'attention des supporteurs adverses véhiculés faisant le déplacement, généralement à hauteur de l'entrée des agglomérations, à Saint-Vincent-de-Paul et Saint-Pierre-du-Mont,,. Les messages font souvent allusion au surnom populaire des équipes, les « Culs rouges » dacquois et les « Abeilles » montoises,.

## Historique
L'histoire des deux entités sportives est liée depuis l'aube du XXe siècle. En effet, le 25 octobre 1908, une équipe de rugbyman montois accueille la jeune Union sportive dacquoise née quatre ans plus tôt pour un match au stade de l'Argenté. C'est après cette confrontation que germent les idées de déposer les statuts pour créer une structure sportive centrée sur le rugby à Mont-de-Marsan : la section rugby du Stade montois est ainsi née avant la fin de l'année,.
Néanmoins, le club de la préfecture évolue au sein du comité Côte d'Argent, tandis que les voisins de la sous-préfecture jouent dans le giron du comité Côte basque. Cela explique le faible nombre de rencontres officielles entre les deux équipes landaises jusqu'en 1941, année de la création du club omnisports du Stade montois, lors de laquelle la section rugby quitte le comité Côte d'Argent pour celui de Côte basque au niveau plus relevé et en adéquation avec les aspirations des jaune et noir. Entre-temps, les deux équipes se rencontrent régulièrement en match amical. On retrouve ainsi la trace d'une confrontation officielle entre le SMR et l'USD le 20 décembre 1942, dans le cadre du championnat de France,. Deux ans plus tard, on les retrouve à l'occasion de la Coupe Fonette-Castex, championnat non-officiel et officieux des Landes qui rassemble l'US Dax, le Stade montois, l'US Tyrosse et l'AS Soustons. Le club du Marsan est alors confronté en finale à celui de Chalosse, et l'emporte sur le score de 10-8,. L'accession en 1947 du Stade montois à la division Fédérale, premier échelon du championnat de France, rassemble ainsi les équipes fanions de Dax et Mont-de-Marsan dans la même division. Dans la même poule dès la saison 1947-1948, le match disputé dans la sous-préfecture se joue à guichets fermés.
Dans les années 1950, l'US Dax et le Stade montois participent au challenge Yves du Manoir pour la première fois de son histoire, lors de la saison 1953-1954, dans le cadre de l'élargissement de 10 à 24 équipes. Les deux clubs se retrouvent à plusieurs reprises dans la même poule, entre autres dès leurs deux premières participations, pour les saisons 1953-1954 et 1954-1955.
Points marqués :
- Mont-de-Marsan : 1 pénalité de A. Boniface (36e)[f 3], 2 drops de A. Boniface (64e)[f 4] et Lestage (75e)[f 5]
- Dax : 1 essai de J-C. Lasserre (27e)[f 6] et 1 pénalité de P. Albaladejo (40e +)[f 7]

Arbitre : Albert Capelle,
Spectateurs : 39 000
Composition des équipes, :
- Mont-de-Marsan : Cazals, Cès, Amestoy - Tignol, Urbieta - Hillcock, Couralet, Martinez - Lestage, Al. Caillau - An. Caillau, A. Boniface , G. Boniface, Darrouy - Gourgues
- Dax : Berilhe, Berho, Lassère - Cassiède, Labadie - Dubois, Contis, Dutin - Lasserre, P. Albaladejo  - R. Albaladejo, Bénédé, Willems, Darbos - Barbe

L'année 1963 est marquée de la confrontation la plus célèbre entre les deux rivaux landais : au terme de la saison, ils accèdent ensemble à la finale du championnat de France. Au lendemain des victoires en demi-finale contre Grenoble et Lourdes, le journal régional Sud Ouest qui couvre l’événement titre sur son édition sport du 20 mai « Le rugby landais est champion de France ». Cette affiche oppose deux équipes du même département, un cas de figure ayant alors lieu pour la 2e fois de l'histoire du championnat.
Hasard du calendrier, alors que la finale est organisée à tour de rôle entre Bordeaux, Lyon et Toulouse, c'est dans la capitale aquitaine voisine qu'elle se déroule cette année. Le match est entre autres marqué par une affluence record de plus de 30 000 spectateurs obligeant les organisateurs à installer des chaises de fortune sur la piste du vélodrome, la disparition des ballons en début de rencontre, un essai litigieux accordé aux Dacquois ainsi qu'un refusé pour les Montois, la blessure de Darrouy et le KO de Berilhe sur coup de poing de Cazals, le drop final de Lestage et la météo capricieuse, passant d'une chaleur estivale étouffante à un orage accompagné d'averses et de grêle. Le Stade montois remporte cette finale sur le score étriqué de 9-6, témoignant d'un match rude, ponctué de trop rares éclats. Malgré tout, cette rencontre entre les deux clubs landais restera la plus emblématique et la plus commentée de toutes.
Neuf ans plus tard, une nouvelle rencontre a lieu en phase finale de championnat, bien qu'à un stade moins avancé : les rouge et blanc éliminent les jaune et noir en 8e de finale sur le score de 32-9,.
Les deux clubs se croisent encore à plusieurs reprises dans le cadre du challenge Yves du Manoir. La saison suivant la finale de 1963, les Dacquois prennent le dessus sur les Montois en match de poule. Ils se sont rencontrés en 1985 pour une confrontation avec plus d'enjeu en 8e de finale, qui verra la sous-préfecture obtenir son billet pour les quarts de finale,. En 1999, les deux clubs s'affrontent à nouveau en Coupe de France après plusieurs années de disette, dues à la présence du Stade montois en 2de division.
À partir des années 2000, les deux entités landaises se retrouvent en seconde division. En raison du format à poule unique de l'antichambre de l'élite, elles se rencontrent quasiment deux fois par an depuis le championnat 2002-2003 à l'exception des années où l'une des deux équipes fait un passage en Top 14. Cette nouvelle configuration apporte alors plus de derbys landais qu'il n'y en avait jusque-là en compétition officielle. Pour la saison 2008-2009, le Stade montois rejoint l'US Dax en élite, promue une saison plus tôt, et remet ainsi au nombre de deux le compteur de représentants du département en première division le temps d'une année,. Trente-et-un ans après la dernière confrontation en championnat de France, Mont-de-Marsan et Dax se retrouvent confrontés en demi-finale de Pro D2 d'accession au Top 14, au stade Guy-Boniface. Après une domination des locaux pendant la première heure de jeu, les visiteurs montrent un sursaut d'orgueil et remontent au tableau de score; insuffisant pour renverser la tendance, les Montois sont envoyés en finale sur la marque étriquée de 24-20, qui leur permettra une semaine plus tard de remonter dans le gratin du rugby hexagonal.
De 2018 à 2023, les confrontations sont mises à l'arrêt avec la relégation de l'US Dax,.
Lors de la saison 2024-2025 de Pro D2, la première manche du derby landais est délocalisée par les instances de l'US Dax au stade Jean-Dauger de Bayonne, afin de bénéficier d'une « capacité d'accueil démultipliée » et d'une meilleure « exposition médiatique ».

## Liste des confrontations
Ce paragraphe recense, de manière non exhaustive et incomplète, les confrontations entre l'US Dax et le Stade montois.
| No        | Date              | Lieu                                        | Match                  | Score   | Compétition                              |
| --------- | ----------------- | ------------------------------------------- | ---------------------- | ------- | ---------------------------------------- |
| [ 19 ]    | 20 décembre 1942  | Dax                                         | US Dax – Stade montois | 11 – 6  | Excellence                               |
| ,         | 15 février 1948   | stade Maurice-Boyau, Dax                    | US Dax – Stade montois | 3 – 10  | Fédérale                                 |
| ,         | - 1951-1952       | Dax                                         | US Dax – Stade montois | 3 – 16  | Nationale                                |
| ,         | 1er mai 1955      | parc des sports d'Aguiléra, Biarritz        | Stade montois – US Dax | 14 – 3  | 8e de finale de Nationale                |
| ,         | - 1962-1963       | parc municipal des sports, Dax              | US Dax – Stade montois | 6 – 0   | Nationale                                |
| ,         | - 1962-1963       | stade Jean-Loustau, Mont-de-Marsan          | Stade montois – US Dax | 0 – 3   | Nationale                                |
| ,         | 2 juin 1963       | parc Lescure, Bordeaux                      | Stade montois – US Dax | 9 – 6   | finale de Nationale                      |
| [ f 17 ]  | - 1963            | NC                                          | US Dax – Stade montois | 14 – 9  | challenge Yves du Manoir                 |
| ,         | - 1964-1965       | parc municipal des sports, Dax              | US Dax – Stade montois | 3 – 9   | Nationale                                |
| ,         | - 1964-1965       | stade Barbe d'or, Mont-de-Marsan            | Stade montois – US Dax | 12 – 6  | Nationale                                |
| ,         | 30 avril 1972     | parc des sports municipal, Bayonne          | US Dax – Stade montois | 32 – 9  | 8e de finale de Nationale                |
| ,         | 2 mars 1985       | parc des sports d'Aguiléra, Biarritz        | US Dax – Stade montois | 16 – 3  | 8e de finale du challenge Yves du Manoir |
| ,         | - 1986-1987       | parc municipal des sports, Dax              | US Dax – Stade montois | 10 – 9  | Groupe A                                 |
| ,         | - 1986-1987       | stade Barbe d'or, Mont-de-Marsan            | Stade montois – US Dax | 13 – 6  | Groupe A                                 |
| [ 46 ]    | 4 novembre 1990   | parc municipal des sports, Dax              | US Dax – Stade montois | 19 – 15 | groupe 4 du challenge Yves du Manoir     |
| ,         | 25 novembre 1990  | stade Barbe d'or, Mont-de-Marsan            | Stade montois – US Dax | 3 – 3   | Groupe A                                 |
| ,         | 17 février 1991   | parc municipal des sports, Dax              | US Dax – Stade montois | 24 – 3  | Groupe A                                 |
| ,         | 21 novembre 1993  | parc municipal des sports, Dax              | US Dax – Stade montois | 41 – 18 | Groupe A                                 |
| ,         | 6 février 1994    | stade Barbe d'or, Mont-de-Marsan            | Stade montois – US Dax | 15 – 11 | Groupe A                                 |
| [ 50 ]    | 14 août 1999      | stade Maurice-Boyau, Dax                    | US Dax – Stade montois | 15 – 21 | groupe 4 de Coupe de France              |
| [ 50 ]    | 17 octobre 1999   | stade Guy-Boniface, Mont-de-Marsan          | Stade montois – US Dax | 21 – 13 | groupe 4 de Coupe de France              |
| [ FM 2 ]  | 4 octobre 2003    | stade Maurice-Boyau, Dax                    | US Dax – Stade montois | 21 – 6  | Pro D2                                   |
| [ FM 3 ]  | 14 mars 2004      | stade Guy-Boniface, Mont-de-Marsan          | Stade montois – US Dax | 26 – 21 | Pro D2                                   |
| [ FM 4 ]  | 9 octobre 2004    | stade Maurice-Boyau, Dax                    | US Dax – Stade montois | 23 – 24 | Pro D2                                   |
| [ FM 5 ]  | 20 février 2005   | stade Guy-Boniface, Mont-de-Marsan          | Stade montois – US Dax | 37 – 19 | Pro D2                                   |
| [ FM 6 ]  | 8 janvier 2006    | stade Guy-Boniface, Mont-de-Marsan          | Stade montois – US Dax | 6 – 33  | Pro D2                                   |
| [ FM 7 ]  | 20 mai 2006       | stade Maurice-Boyau, Dax                    | US Dax – Stade montois | 27 – 11 | Pro D2                                   |
| [ FM 8 ]  | 15 octobre 2006   | stade Guy-Boniface, Mont-de-Marsan          | Stade montois – US Dax | 21 – 24 | Pro D2                                   |
| [ FM 9 ]  | 25 février 2007   | stade Maurice-Boyau, Dax                    | US Dax – Stade montois | 36 – 22 | Pro D2                                   |
| [ FM 10 ] | 22 novembre 2008  | stade Guy-Boniface, Mont-de-Marsan          | Stade montois – US Dax | 12 – 6  | Top 14                                   |
| [ FM 11 ] | 25 avril 2009     | stade Maurice-Boyau, Dax                    | US Dax – Stade montois | 12 – 8  | Top 14                                   |
| [ FM 12 ] | 22 novembre 2009  | stade Guy-Boniface, Mont-de-Marsan          | Stade montois – US Dax | 16 – 5  | Pro D2                                   |
| [ FM 13 ] | 3 avril 2010      | stade Maurice-Boyau, Dax                    | US Dax – Stade montois | 19 – 15 | Pro D2                                   |
| [ FM 14 ] | 5 décembre 2010   | stade Guy-Boniface, Mont-de-Marsan          | Stade montois – US Dax | 24 – 13 | Pro D2                                   |
| [ FM 15 ] | 16 avril 2011     | stade Maurice-Boyau, Dax                    | US Dax – Stade montois | 12 – 19 | Pro D2                                   |
| [ FM 16 ] | 30 octobre 2011   | stade Guy-Boniface, Mont-de-Marsan          | Stade montois – US Dax | 15 – 6  | Pro D2                                   |
| [ FM 17 ] | 10 mars 2012      | stade Maurice-Boyau, Dax                    | US Dax – Stade montois | 20 – 13 | Pro D2                                   |
| [ FM 18 ] | 20 mai 2012       | stade Guy-Boniface, Mont-de-Marsan          | Stade montois – US Dax | 24 – 20 | demi-finale de Pro D2                    |
| [ FM 19 ] | 22 décembre 2013  | stade Maurice-Boyau, Dax                    | US Dax – Stade montois | 18 – 15 | Pro D2                                   |
| [ FM 20 ] | 11 mai 2014       | stade Guy-Boniface, Mont-de-Marsan          | Stade montois – US Dax | 40 – 0  | Pro D2                                   |
| [ FM 21 ] | 19 décembre 2014  | stade Guy-Boniface, Mont-de-Marsan          | Stade montois – US Dax | 16 – 3  | Pro D2                                   |
| [ FM 22 ] | 14 mars 2015      | stade Maurice-Boyau, Dax                    | US Dax – Stade montois | 18 – 15 | Pro D2                                   |
| [ FM 23 ] | 21 novembre 2015  | stade Guy-Boniface, Mont-de-Marsan          | Stade montois – US Dax | 26 – 10 | Pro D2                                   |
| [ FM 24 ] | 8 mai 2016        | stade Maurice-Boyau, Dax                    | US Dax – Stade montois | 16 – 40 | Pro D2                                   |
| [ FM 25 ] | 2 septembre 2016  | stade Guy-Boniface, Mont-de-Marsan          | Stade montois – US Dax | 33 – 29 | Pro D2                                   |
| [ FM 26 ] | 28 avril 2017     | stade Maurice-Boyau, Dax                    | US Dax – Stade montois | 17 – 13 | Pro D2                                   |
| [ FM 27 ] | 1er décembre 2017 | stade Maurice-Boyau, Dax                    | US Dax – Stade montois | 13 – 29 | Pro D2                                   |
| [ FM 28 ] | 2 février 2018    | stade Guy-Boniface, Mont-de-Marsan          | Stade montois – US Dax | 26 – 23 | Pro D2                                   |
| [ FM 29 ] | 3 novembre 2023   | stade Maurice-Boyau, Dax                    | US Dax – Stade montois | 26 – 22 | Pro D2                                   |
| [ FM 30 ] | 26 avril 2024     | stade André-et-Guy-Boniface, Mont-de-Marsan | Stade montois – US Dax | 13 – 18 | Pro D2                                   |
| [ FM 31 ] | 16 novembre 2024  | stade Jean-Dauger, Bayonne                  | US Dax – Stade montois | 40 – 11 | Pro D2                                   |
| [ FM 32 ] | 25 avril 2025     | stade André-et-Guy-Boniface, Mont-de-Marsan | Stade montois – US Dax | 34 – 20 | Pro D2                                   |

D'autres confrontations ont lieu sans que le résultat ne soit connu, entre autres :
- saison 1953-1954 : match unique en phase de poule du challenge Yves du Manoir[23] ;
- saison 1954-1955 : match unique en phase de poule du challenge Yves du Manoir[24] ;
- saison 1956-1957 : match unique en phase de poule du challenge Yves du Manoir[51] ;
- saison 1966-1967 : match unique en phase de poule du challenge Yves du Manoir[52] ;
- saison 1967-1968 : match unique en phase de poule du challenge Yves du Manoir[53] ;
- saison 1968-1969 : match unique en phase de poule du challenge Yves du Manoir[54] ;
- saison 1971-1972 : match unique en phase de poule du challenge Yves du Manoir[55] ;
- saison 1978-1979 : match aller-retour en phase de poule du challenge Yves du Manoir[56] ;
- saison 1980-1981 : match aller-retour en phase de poule du challenge Yves du Manoir[57] ;
- saison 1982-1983 : match aller-retour en phase de poule du challenge Yves du Manoir[58] ;
- saison 1983-1984 : match aller-retour en phase de poule du challenge Yves du Manoir[59],[note 5] ;
- saison 1987-1988 : match aller-retour en phase de poule du challenge Yves du Manoir[60] ;
- saison 1990-1991 : match retour[note 6] en phase de poule du challenge Yves du Manoir[46].

## Projets avortés de fusion
Depuis le début des années 2000, l'idée d'un club unique landais est régulièrement évoquée et débattue, passant par la fusion des deux clubs afin de pérenniser le rugby à XV au haut niveau dans le département,.
Au printemps 2001, alors que les équipes dacquoises et montoises sont respectivement en position de relégable et dans le « ventre mou » de l'élite, de premiers échanges ont lieu entre les dirigeants des deux équipes, notamment les présidents Alain Pecastaing et Patrick Nadal, afin de créer une entité commune,. Une étude de faisabilité commandée par le conseil général des Landes mène à un avis négatif, le principe de fusion des clubs historiques conduisant à l'abandon du projet.
À la fin de la saison 2015-2016, les deux clubs landais s'affrontant depuis en Pro D2, la deuxième division nationale, le président dacquois Jean-Christophe Goussebaire esquisse un projet de rapprochement.
Un nouveau dossier est monté lors de l'intersaison 2021, alors que le Stade montois joue le maintien en Pro D2 et que l'US Dax dispute le championnat de Nationale, la 3e division nationale créée quelques mois plus tôt entre le niveau professionnel et la Fédérale 1 ; il est cette fois l'œuvre du président montois, Jean-Robert Cazeaux,.

## Bilan des confrontations
Bilan sur 52 rencontres dont le résultat est recensé, sur une liste non exhaustive et incomplète :
- Dernière rencontre : 25 avril 2025.
- Bilan comptable : 24 victoires dacquoises, 27 victoires montoises, 1 match nul.
- Plus grand nombre de points marqués par l'US Dax : 41 le 21 novembre 1993.
- Plus grand nombre de points marqués par le Stade montois : 40 le 11 mai 2014.
- Plus grande différence de points dans un match gagné par l'US Dax : +29 le 16 novembre 2024.
- Plus grande différence de points dans un match gagné par le Stade montois : +40 le 11 mai 2014.

### Ouvrages
Finale '63 : U.S.Dax - Stade Montois
1. ↑  de Baillenx 2013, p. 34.
2. 1 2 3  de Baillenx 2013, p. 35.
3. ↑  de Baillenx 2013, p. 84.
4. ↑  de Baillenx 2013, p. 98.
5. 1 2  de Baillenx 2013, p. 100-101.
6. 1 2  de Baillenx 2013, p. 82.
7. ↑  de Baillenx 2013, p. 90.
8. 1 2  de Baillenx 2013, p. 77.
9. 1 2  de Baillenx 2013, p. 31.
10. ↑  de Baillenx 2013, p. 72.
11. ↑  de Baillenx 2013, p. 78-79.
12. ↑  de Baillenx 2013, p. 96.
13. ↑  de Baillenx 2013, p. 83.
14. ↑  de Baillenx 2013, p. 86-90.
15. ↑  de Baillenx 2013, p. 99.
16. 1 2  de Baillenx 2013, p. 122.
17. 1 2  de Baillenx 2013, p. 119.
18. ↑  de Baillenx 2013, p. 123.
19. 1 2  de Baillenx 2013, p. 134.
20. ↑  de Baillenx 2013, p. 133.
21. ↑  de Baillenx 2013, p. 133-139.